# Amore (1948)
Amore ist ein zweiteiliges, italienisches Filmdrama aus den Jahren 1947 und 1948 von Roberto Rossellini mit Anna Magnani in der Hauptrolle. Der erste Teil basiert auf Jean Cocteaus La voix humaine (1930), am Drehbuch des zweiten Teils war, neben Rossellini selbst, auch der junge Federico Fellini beteiligt, der überdies die Rolle des Hirten spielt.

## Handlung
Eine menschliche Stimme (Una voce umana)
Im ersten Teil zeigt sich die ganze Verzweiflung einer Verlassenen. Eine Frau telefoniert die ganze Nacht über immer wieder mit ihrem ehemaligen Geliebten, der sie für eine andere verlassen hat. Im Laufe des Telefonats erfährt der Zuschauer, dass die Frau kurz zuvor einen Selbstmordversuch unternahm. Als letzten Gefallen bittet sie ihn, mit seiner neuen Partnerin nicht in demselben Hotel in Marseille abzusteigen, in dem sie beide früher nächtigten.
Das Wunder (Il miracolo)
Im Zentrum des zweiten Teils steht die ebenso einfache wie einfältige Landarbeiterin Nannina. Als sie eines Tages an der Küste von Amalfi einen bärtigen Hirten sieht, meint die streng gläubige Frau, dass es sich dabei um den Heiligen Josef handeln müsse. Beide setzen sich zusammen, und man trinkt von seinem Wein, bis Nannina übermüdet und leicht angetrunken einschläft. Als sie erwacht, ist er verschwunden. Monate später erfährt sie, dass sie schwanger ist, und glaubt, dass sie durch göttliche Fügung dazu auserkoren wurde, das Kind eines Heiligen zu gebären. Die Dorfbewohner verlachen sie für ihre Einfalt, und Nannina, des Spotts überdrüssig, verlässt das Dorf. In den Bergen, wo sie Schutz in einer verlassenen Kirche findet, bringt sie schließlich ihr Kind zur Welt.

## Produktionsnotizen
Die erste Episode von Amore, „Eine menschliche Stimme“, entstand in Paris, die zweite, „Das Wunder“, an der Küste von Amalfi. Der Zweiteiler feierte seine Uraufführung am 21. August 1948 während der Filmfestspiele in Venedig. Massenstart war am 2. November 1948 in Rom. Die deutsche Premiere fand erst am 19. Januar 1962 statt.
Christian Bérard schuf die Filmbauten, Fellini diente bei Das Wunder Rossellini auch als Regieassistent.

## Kritiken
„Zwei sehr unterschiedliche Episoden, die im weitesten Sinn nur das Thema (Die Liebe) und die großartige Leistung der Hauptdarstellerin Anna Magnani vereint. Im ersten Teil bietet sie eine schauspielerische „tour de force“, die den Zuschauer fast dazu bringt, sich als Voyeur zu fühlen (…)   Im zweiten Teil erscheint Liebe … als Gnade, als unbeirrbare Richtschnur, als Licht in der Finsternis eines armseligen Lebens.“

Buchers Enzyklopädie des Films verortete bei Amore „zwei grundverschiedene Geschichten über das Beharren einer Frau auf ihrem subjektiv als richtig empfundenen Irrtum“ und nannte Rossellinis Zweiteiler ein bemerkenswertes Frauenporträt.
Im Lexikon des Internationalen Films heißt es: „Zwei-Episoden-Film von Rossellini, zugeschnitten auf die wandlungsfähige und durch ihr intensives Spiel überzeugende Darstellerin Anna Magnani. (…) Beklemmende Charakterstudien, die um Vereinsamung, Leiden und Herzlosigkeit kreisen.“

## Auszeichnungen
Der Film erhielt mehrere Preise:
- Nastro d’Argento für Anna Magnani als beste Nebendarstellerin (1949)
- New York Film Critics Circle Award für den besten Film (1950) (gemeinsam mit Jofroi, 1934, und Eine Landpartie, 1936)